# سعدي إبراهيم
سعدي إبراهيم هو سياسي واقتصادي ووزير مالية عراقي، وهو سعدي بن إبراهيم بن محمد (فريح) بن حسن ابن الحاج حمادي العبيدي الأعظمي، ولد في محلة الشيوخ في حي الأعظمية عام 1341 هـ /1922م، وتعلم القرآن في صغره في الكتاتيب، وأكمل دراسته الأولية والثانوية في مدارس الأعظمية، ثم أنهى الدراسة الثانوية في ثانوية الإعدادية المركزية في بغداد، وبعدها دخل كلية الحقوق، وتخرج منها عام 1945م، وسافر إلى فرنسا لإكمال دراسته العليا فنال درجة الدكتوراه في علم الاقتصاد السياسي، وعند عودته للعراق عين مدرساً في كلية الحقوق، ثم نقل إلى وزارة المالية، وكان من أوسع الموظفين خبرة ومعرفة وجدارة، وبقي يرتقي بالسلم الوظيفي حتى شغل منصب مدير لقسم الميزانية في وزارة المالية ولعدة سنوات، ثم عين وزيراً للمالية في العراق عام 1973م.

## من أهم انجازاته
ألف عدة كتب في المالية والاقتصاد ومنها:
- ميزانية الدولة 1956-1957.
- مباديء الاقتصاد السياسي، (جزءان).[3]

## وفاته
سافر إلى أمريكا لينفذ بعض المهام وهناك توفى فجأة في 3 شوال 1395هـ/ 1975م، ونقل جثمانه إلى بغداد وشيع بموكب رسمي كبير حيث صلى عليه صلاة الجنازة الشيخ هاشم الأعظمي في جامع الإمام الأعظم، ودفن في مقبرة الخيزران بجوار قبر أخيه الاستاذ كمال إبراهيم وأقيم مجلس الفاتحة في جامع الإمام الأعظم.